# Bagnara di Romagna
Pour les articles homonymes, voir Bagnara.

Bagnara di Romagna (Bagnèra en dialecte romagnol) est une commune de la province de Ravenne dans la région Émilie-Romagne en Italie.

## Géographie
Bagnara di Romagna à 22 mètres d’altitude est une commune de plaine qui se trouve en bordure de la province de Bologne, sur la rive droite du fleuve Santerno, au croisement de la route provinciale nord-sud SP47 de Lugo (Italie) à Castel Bolognese (et la Via Emilia) et la route provinciale est-ouest SP21 de Barbiano (hameau de Cotignola) à Mordano (BO).
Les grandes villes voisines sont :
- Bologne 56 km
- Imola (BO) 13 km
- Ravenne 35 km
- Faenza 18 km

## Histoire

### Antiquité
De son ancien nom  Silva Bagnaria, le territoire, boisé et marécageux, fut assaini par les Étrusques puis par les Romains qui y pratiquèrent la centuriation pour le drainage des terres humidifiées par le fleuve Santerno.
La première trace écrite du bourg remonte à l’année 855, quand le fond Balnearia fut donné à l’archiprêtre Giovanni de Ravenne par le comte Gisolfo d’Imola. Le Castrum autour duquel se développa le bourg fut détruit en 1222 lors d’une bataille entre Bologne et Faenza.

### Du Moyen Âge à l'Unité italienne
Au XIVe siècle, Bagnara, comme les autres bourg de la région, subit les assauts des familles nobles de la région ; Uguccione della Faggiola, les Manfredi, les Ordelaffi, les Da Polenta, les comtes de Cunio, les Visconti, les Malatesta et la Maison d'Este.
Au XVe siècle, de nouveau le prêtre d'Imola, Taddeo Manfredi, Jean Galéas Sforza et Galeotto Manfredi.
En 1482, Bagnara fut assigné à Girolamo Riario en cadeau de noce du pape Sixte IV, son oncle, avec les cités d’Imola et Forlì. À la mort de Riario au cours d’une bataille, les biens revinrent à sa veuve  Catherine Sforza qui ne put rien faire contre l’invasion de Charles VIII de France qui occupa le territoire. Ce dernier passa ensuite sous la domination de César Borgia en 1499.

En 1797, invasion de l’Italie par Napoléon Bonaparte, réorganisation administrative et judiciaire.
En 1810, la commune de Bagnara fut reliée à celle de Castel Bolognese jusqu’au  retrait de Napoléon.
Le 1er janvier 1814, les troupes autrichiennes rétablirent l’ancien régime et toute la région retourna sous l’État pontifical dans la Légation apostolique de Ravenne.
En 1849, après la proclamation de la République romaine (1849), Bagnara subit l’invasion des troupes autrichiennes.

### Du royaume d’Italie à la République
Dans les premières années : construction du premier réseau d’égouts, des premières latrines publiques, de l’école maternelle et du pont de bois sur le fleuve Santerno.
Le début du XXe siècle fut marqué par de grands changements sociaux : Ligues ouvrières, premiers syndicats et l’entrée en politique des catholiques. Les piètres conditions économiques et sociales de la fin de la première guerre mondiale, engendrèrent de vives tensions au sein de la population.

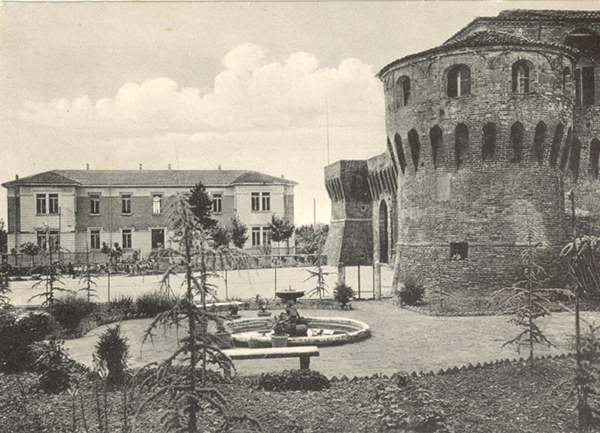
L’école et la Rocca Sforza de Bagnara dans les années 1930

le 9 avril 1945, les bombardements touchent Bagnara et le 26 avril libération de la commune par les troupes polonaises.

## Monuments et lieux d’intérêt

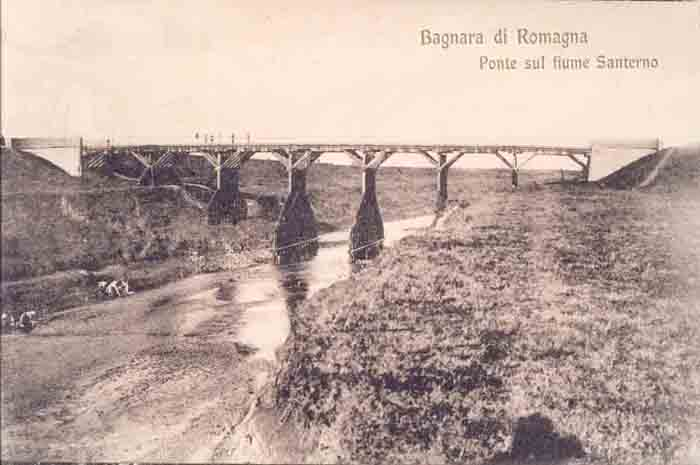
Il Pont sur le Santerno vu de Bagnara

- La Rocca des Sforza : du XVe siècle, forteresse des familles Riario et Sforza, aujourd’hui musée.
- l’église de la Nativité de Maria, de 1452, utilisée comme auditorium.
- l’église de S. Giovanni Battista et Andrea Apostolo : du XIIIe au XVIIIe siècle.
- le Sanctuaire de la Madonna del Soccorso de 1766,
- les fossés et les murs du château, dernier exemple de castrum médiéval intégralement conservé de la région.
- la Villa Morsiani : du XVe siècle, avec l’immense parc qui l’entoure et les nombreuses statues qui l’ornent.
- le Moulin «Scodellino», construit en 1511 le long du canal, restauré et devenu un musée.
- la Piazza Marconi. La place centrale de la commune,
- le Palazzo Fabbri sur un côté de la place Marconi ; témoignage de l’architecture du XIXe siècle.

## Administration
| Période                                  | Période  | Identité     | Étiquette     | Qualité |
| ---------------------------------------- | -------- | ------------ | ------------- | ------- |
| 08/06/2009                               | En cours | Angelo galli | Liste civique |         |
| Les données manquantes sont à compléter. |          |              |               |         |

### Hameaux
S. Filippo

### Communes limitrophes
Cotignola, Imola, Mordano, Solarolo

## Population

### Évolution de la population en janvier de chaque année
| 1861  | 1901  | 1921  | 1951  | 1961  | 1971  | 1981  | 1991  | 2001  |
| ----- | ----- | ----- | ----- | ----- | ----- | ----- | ----- | ----- |
| 1 833 | 2 035 | 2 178 | 1 947 | 2 015 | 1 941 | 1 810 | 1 713 | 1 761 |

| 2011  | - | - | - | - | - | - | - | - |
| ----- | - | - | - | - | - | - | - | - |
| 2 330 | - | - | - | - | - | - | - | - |

### Ethnies et minorités étrangères
Selon les données de l’Institut national de statistique (ISTAT) au 1er janvier 2011 la population étrangère résidente était de 189 personnes.
Les nationalités majoritairement représentatives étaient :
| Pos. | Pays     | Population |
| ---- | -------- | ---------- |
| 1    | Albanie  | 110        |
| 2    | Roumanie | 44         |

## Culture
- le Musée du château, le musée du château, témoignage sur l’histoire de la commune et du territoire depuis l’âge du fer.
- le Musée historique "Pietro Mascagni", souvenir du compositeur.
- le Musée paroissial d’art sacré', peintures, monnaies anciennes, archives paroissiales depuis 1252 (naissance, mariages, décès).

### Fêtes et évènements
- Sacre du “castré”, fin avril début mai
- «Giglio d'oro», prix décerné à la fin de la saison lyrique, au début mai.
- le Popoli pop cult festival, fin troisième semaine de juin.
- Festa del Pubblico Voto, fin dernière semaine de juillet
- Festa della Motoaratura, fin semaine avant le 15 août.
- Festa del Castello (à la mémoire de Catherine Sforza, fin première semaine de septembre.
- «Mascagni d'Oro», dernier dimanche d’octobre, attribution du prix du meilleur chanteur lyrique.
- Festa di Sant'Andrea, saint patron, le 30 novembre

## Jumelage
- Adelmannsfelden (Allemagne)
- Saint-Drézéry (France)

## Note
1. ↑  (it) Popolazione residente e bilancio demografico sur le site de l'ISTAT.

## Sources
- (it) Cet article est partiellement ou en totalité issu de l’article de Wikipédia en italien intitulé « Bagnara di Romagna » (voir la liste des auteurs) le 09/07/2012.